# Maverick (album)
Maverick je šesté studiové album americké rockové skupiny George Thorogood and the Destroyers. Vydala jej v lednu 1985 společnost EMI America Records, která skupině vydala již její předchozí album Bad to the Bone (1982). Nahráno bylo v červenci 1984 v Bostonu pod produkčním dohledem Terryho Manninga, jenž se skupinou později pracoval na několika dalších albech. V době vydání alba se album umístilo na 77. příčce hitparády Billboard 200 a později se vyšplhalo až na 32. místo. Organizace RIAA jej ocenila zlatou deskou za prodej více než 500 tisíc nosičů.
Album obsahuje celkem čtyři Thorogoodovy autorské písně, doplněné coververzemi například od Johna Lee Hookera, Johnnyho Otise a Chucka Berryho. Z alba vyšly tři singly: „Gear Jammer“ se dostal na 26. místo Mainstreamové hitparády časopisu Billboard, „I Drink Alone“ tamtéž dosáhl 13., a „Willie and the Hand Jive“ se stal vůbec jediným singlem kapely, který se dostal do hlavní hitparády, Billboard Hot 100, kde dosáhl 63. příčky.

## Seznam skladeb
1. Gear Jammer (George Thorogood) – 4:33
2. I Drink Alone (George Thorogood) – 4:30
3. Willie and the Hand Jive (Johnny Otis) – 4:01
4. What a Price (Fats Domino, Murphy Maddux, Jack Jessup) – 2:43
5. Long Gone (George Thorogood) – 4:28
6. Dixie Fried (Carl Perkins, Howard Griffin) – 3:40
7. Crawlin' King Snake (John Lee Hooker) – 4:09
8. Memphis/Marie (Chuck Berry) – 5:58
9. Woman with the Blues (George Thorogood) – 3:30
10. Go, Go, Go (Chuck Berry) – 3:28
11. The Ballad of Maverick (David Buttolph, Paul Francis Webster) – 2:04

## Obsazení
- George Thorogood – zpěv, kytara
- Billy Blough – baskytara
- Jeff Simon – bicí, perkuse
- Hank Carter – saxofon, doprovodné vokály